# Les Charlots
Les Charlots (v překladu „Šašci“, v angličtině známí i jako The Crazy Boys) byla francouzská comedy-rocková hudební skupina existující od poloviny 60. let 20. století, která se mezinárodně proslavila jako komická herecká skupina v řadě úspěšných filmů ze 70. let. Podle několika z nich se jim v českém prostředí také přezdívá „Bažanti“.

## Historie

### Začátky a hudební sláva
Skupina se postupně utvořila v letech 1963–1965, nejprve jako doprovodná kapela zpěváka Antoina nazvaná Les Problèmes. Původními členy byli Gérard Rinaldi (saxofon, akordeon), Jean Sarrus (baskytara), Luis Rego (kytara, piano), Gérard Filippelli (sólová kytara) a Donald Rieubon (bicí). Ten šel roku 1966 na vojnu a nahradil ho William Olivier.
Poté co kapela pod krycím jménem Les Charlots zaznamenala úspěch s vlastní parodickou verzí jednoho Antoinova hitu, jejich manažer Christian Fechner je přesvědčil, aby se od Antoina osamostatnili a zaměřili právě na komickou hudbu. Olivier se rozhodl zůstat u Antoina, takže za bicí místo něj usedl Fechnerův bratr Jean-Guy.
Během druhé poloviny 60. let takto již jako Charlots získali značnou popularitu. Autory komického a parodického repertoáru byli převážně Rinaldi, Sarrus nebo Rego. Frontmanem a hlavním zpěvákem byl Rinaldi, ostatní hráli na nástroje a zpívali sbory.
Koncem 60. let se začali objevovat také v televizních komických scénkách. Magazín Rolling Stone je roku 1968 označil za nejlepší francouzské rockové hudebníky.

### Filmové úspěchy
Jejich popularita a zjevný komediální potenciál jim začal přinášet mnoho nabídek na filmování. Ačkoliv Charlots nebyli herci a ani tehdy o takové kariéře neuvažovali, angažoval je producent Michel Ardan do komedie La Grande Java (1970) v hlavní roli s populárním komikem Francisem Blanchem. Výsledek nedopadl moc dobře, také proto že si Charlots nesedli s režisérem (Philippe Clair), ale film měl přesto úspěch mezi dospívajícím publikem a zejména se skupina při natáčení seznámila s Claudem Zidim (tehdy asistentem režie), což se pro její budoucnost ukázalo klíčovým.
Právě Zidi se totiž stal scenáristou a režisérem jejich dalšího filmu Bažanti (1971), opět v Ardanově produkci, který teprve souzněl s jejich stylem a plně zužitkoval jejich talent a temperament. Úspěch komedie vedl k rychlé výrobě dalších filmů – Blázni ze stadionu (1972), Bažanti jedou do Španělska (1972), Velký bazar (1973) a Bažanti jdou do boje (1974, přímé pokračování Bažantů). Všechny tyto filmy režíroval Claude Zidi, kromě Bažantů ve Španělsku, které natočil Jean Girault. K tomu ještě skupina v roce 1974 stihla být protagonisty dvojice historických parodií Čtyři sluhové a čtyři mušketýři a pokračování Čtyři sluhové a kardinál (na motivy Tří mušketýrů) v režii André Hunebella. Zde osobitě ztvárnili sluhy Plancheta, Mousquetona, Bazina a Grimauda – jinak Les Charlots ve svých filmech vystupovali vesměs pod svými skutečnými jmény, pouze Gérard Filippelli byl „Phil Lippelli“, aby se nepletl s druhým Gérardem (Rinaldim).
Bažanti byl druhý a poslední film, kde byli Charlots v pěti – ještě před jeho premiérou roku 1971 skupinu opustil Luis Rego, který měl pocit, že nemá mezi ostatními dost prostoru a že jejich humor bude lépe fungovat ve čtveřici. Odchod byl přátelský, a ačkoliv Regova následující umělecká kariéra byla také úspěšná, později vyjádřil nad svým rozhodnutím lítost. Luisova absence nebyla v následujících „bažantích“ filmech nijak komentována, jeho postava se prostě neobjevila a nepadla už o ní žádná zmínka.
Komediální styl Charlots se vyznačoval důrazem na fyzické a vizuální gagy, absurditou, potrhlostí a značnou mírou anarchie. Dějové linky měly jen rámcový význam a příliš se nezatěžovaly logikou. Všichni členové vystupovali v celkem zaměnitelných rolích smolařských, praštěných, ale dobrosrdečných povalečů, kteří odolávají tlaku autorit a společnosti na dodržování konvencí a zařazení se mezi seriózní a dbalé občany. O žádnou uvědomělou revoltu ale nejde, mladíci se jen snaží užívat volnosti a s co nejmenším úsilím proplout životem. Charakterově se od ostatních trochu vymykal jen Rinaldi, který zpravidla ztvárňoval „hlavního milovníka“, jehož snahy o přízeň krásné dívky jsou neustále mařeny smůlou vlastní i nešikovností jeho přátel.
V době největší slávy jim v jejich filmech přihrávali renomovaní herci a komici jako Paul Préboist nebo Jacques Seiler. Ve Velkém bazaru si s nimi zahráli Michel Galabru, Michel Serrault nebo Coluche. S oblibou jim dělal camea populární harmonikář Aimable Pluchard.
Zvláštní položkou jejich filmografie v jejich vrcholném období v první půli 70. let byla komedie Pierra Richarda Nevím nic, ale řeknu všechno (1973), kde byl ovšem hlavní hvězdou sám Richard (a Bernard Blier) a Les Charlots se netypicky objevili jen epizodně. Kuriózní je, že odděleně od nich si ve filmu zahrál i Luis Rego.
Z odstupu lze shrnout, že nejlepší a nejúspěšnější „bažantí“ filmy jsou ty v režii Clauda Zidiho, který jako jediný pochopil, jak s Les Charlots pracovat, aby výsledek dobře fungoval. Pro něj samotného tato spolupráce znamenala začátek velmi úspěšné filmařské kariéry.

### Rozchod s manažerem a pokračování ve trojici
Roku 1975 natočila skupina ambiciózní a nákladnou špionážní parodii Polibky z Hongkongu, která už ale předznamenala kvalitativní sešup jejich filmů. Šlo o režijní debut kaskadéra Yvana Chiffra, v jehož poměrně hvězdném zahraničním obsazení se objevili Mickey Rooney nebo Clifton James. Les Charlots zde naposled vystoupili jako čtveřice, neboť krátce po premiéře se ve zlém rozešli s manažerem Fechnerem, a Jean-Guy své těžké dilema mezi členstvím ve skupině a loajalitou k bratrovi nakonec vyřešil tak, že roku 1976 ze skupiny odešel.
Zbylí členové Filippelli, Rinaldi a Sarrus se rozhodli pokračovat sami jako trio, a zatímco jejich následná hudební kariéra byla stále dosti úspěšná, jejich filmová tvorba se propadla do stále marnějších pokusů navázat na někdejší slávu. Dopláceli na slabé scénáře, nekvalitní režijní vedení a čím dál chudší rozpočet; také z nich vyprchávalo jejich mladické kouzlo. Nepomohly tak změny prostředí ani návraty k osvědčeným tématům, žádný jejich film už neuspěl, ani Návrat bažantů, kde se k nim po letech znovu připojil Rego.

### Odchod Rinaldiho a postupný zánik
Velkou ranou v historii skupiny se roku 1986 stal odchod Gérarda Rinaldiho, který se rozhodl soustředit na vlastní hereckou kariéru. Jean Sarrus mu tento krok dlouho nemohl odpustit a následujících dvacet let spolu nepromluvili. Profesně ovšem Rinaldi záhy uspěl, když se stal hvězdou sitcomu Marc & Sophie (hrála v něm mj. také Claude Gensac). Sarrus jako náhradu do kapely vzal svého kamaráda, zpěváka a komika Richarda Bonnota a pokračovali v činnosti, nicméně bez Rinaldiho nezaměnitelného zpěvu zněli spíše jako cover band sebe sama.
Roku 1988 je pozval jejich někdejší vedoucí zpěvák Antoine ke spolupráci na jeho albu – po 22 letech zde vystoupili pod starým jménem Les Problèmes. Z někdejších členů si zde zahráli také Rego a Rieubon. Byl osloven i Rinaldi, ale pro pracovní vytížení odmítl.
Roku 1992 se torzo někdejší skupiny naposled pokusilo o filmové dílo – Le retour des Charlots („Návrat Charlots“), kde je opět posílil Luis Rego. Film napsal a z nouze i odrežíroval sám Sarrus, ale výsledek byl tristní a znamenal víceméně konec aktivit kapely, která se oficiálně rozešla roku 1997.

### Opětovná setkání
V roce 2009 se pět původních Bažantů sešlo v televizním pořadu, kde vzpomínali na své zážitky a kariéru – bylo to poprvé od roku 1971, co se celá pětice setkala dohromady, a nedlouho poté, co se Rinaldi a Sarrus usmířili a začali spolu opět vystupovat, tentokrát už jen jako duo.
Další jejich plány, včetně seriózních úvah o natočení druhého dílu Velkého bazaru, zhatilo Rinaldiho onemocnění Hodgkinovou chorobou, kterému v březnu 2012 podlehl.
Roku 2013 začala příležitostně na festivalech vystupovat trojice Sarrus, Fechner a Bonnot. Pro Fechnera se jednalo o návrat na pódia po 37 letech.
Roku 2021 zemřel ve věku 79 let Gérard Filippelli, nejstarší ze členů. V roce 2025 ve stejném věku zemřel Jean Sarrus, který od 80. let působil jako hlavní svorník a hybatel skupiny. Posledními žijícími aktivními členy Les Charlots tak zůstali Fechner a Bonnot.

## Členové
- Gérard Rinaldi (1943–2012) – hlavní zpěv (do roku 1986)
- Jean Sarrus (1945–2025) – baskytara
- Gérard Filippelli (1942–2021) – sólová kytara
- Luis Rego (*1943) – rytmická kytara nebo piano (do roku 1971)
- Donald Rieubon (1944–?) – bicí (do roku 1966)
- William Olivier – bicí (krátce v roce 1966)
- Jean-Guy Fechner (*1947) – bicí (v letech 1966–76)
- Richard Bonnot (*1957) – zpěv (od roku 1987)

Zakládajícím jádrem kapely byli Sarrus a Rinaldi. Jedinými stálými členy po celou dobu formální existence skupiny pak byli Sarrus a Filippelli.

## Filmografie
- 1970 – La Grande Java (1970) – s Francisem Blanchem
- 1971 – Bažanti (Les bidasses en folie) – scénář a režie Claude Zidi
- 1972 – Blázni ze stadionu (Les fous du stade)
- 1972 – Bažanti jedou do Španělska (Les Charlots font l'Espagne) – režie Jean Girault
- 1973 – Velký bazar (Le grand bazar) – s Michelem Galabru
- 1973 – Nevím nic, ale řeknu všechno (Je sais rien, mais je dirai tout) – režie a hlavní role Pierre Richard
- 1973 – Čtyři sluhové a čtyři mušketýři (Les quatre Charlots mousquetaires) – režie André Hunebelle (stejně jako následující)
- 1974 – Čtyři sluhové a kardinál (Les Charlots en folie: À nous quatre Cardinal!)
- 1974 – Bažanti jdou do boje (Les bidasses s'en vont en guerre) – poslední jejich film v režii C. Zidiho
- 1975 – Polibky z Hongkongu (Bois Bansers de Hong-Kong) – s Mickey Rooneym; poslední jejich film v produkci Christiana Fechnera
- 1975 – Co je moc, to je moc (Trop c'est trop) – režie a hlavní role Didier Kaminka
- 1978 – Bažanti a cizinecká legie (Et vive la liberté!)
- 1979 – Les Charlots en délire
- 1980 – Bažanti kontra Dracula (Les Charlots contre Dracula) – s Gérardem Jugnotem
- 1983 – Návrat bažantů (Le Retour des bidasses en folie)
- 1984 – Nebezpečné známosti (Charlots connexion) – poslední film s účastí G. Rinaldiho
- 1992 – Le retour des Charlots – scénář a režie Jean Sarrus

## Galerie

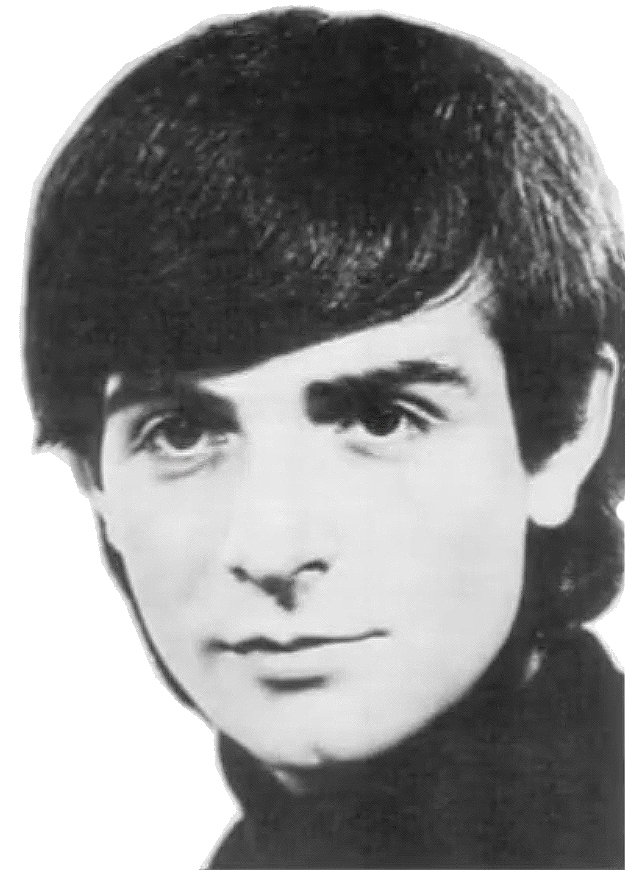
frontman kapely Gérard Rinaldi v 60. letech
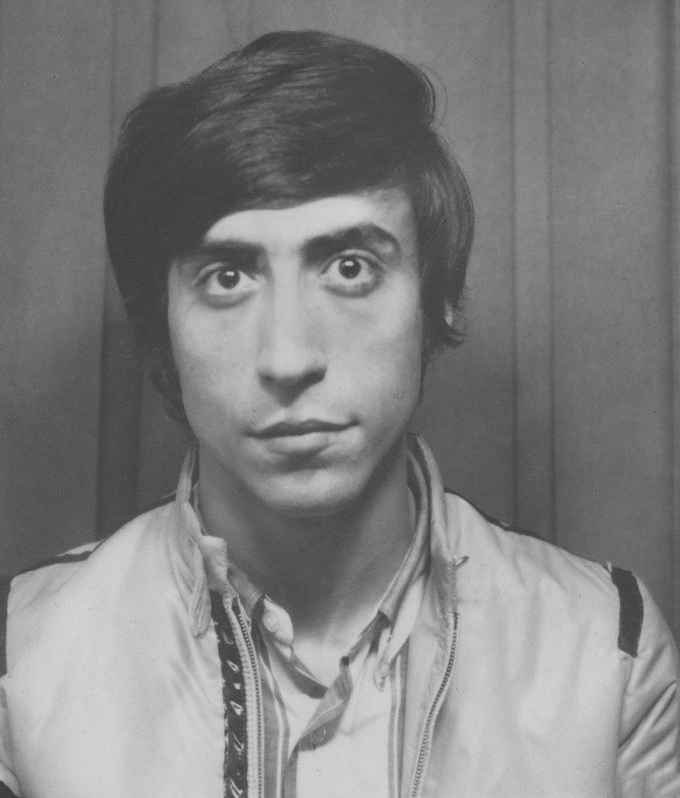
Luis Rego v 60. letech
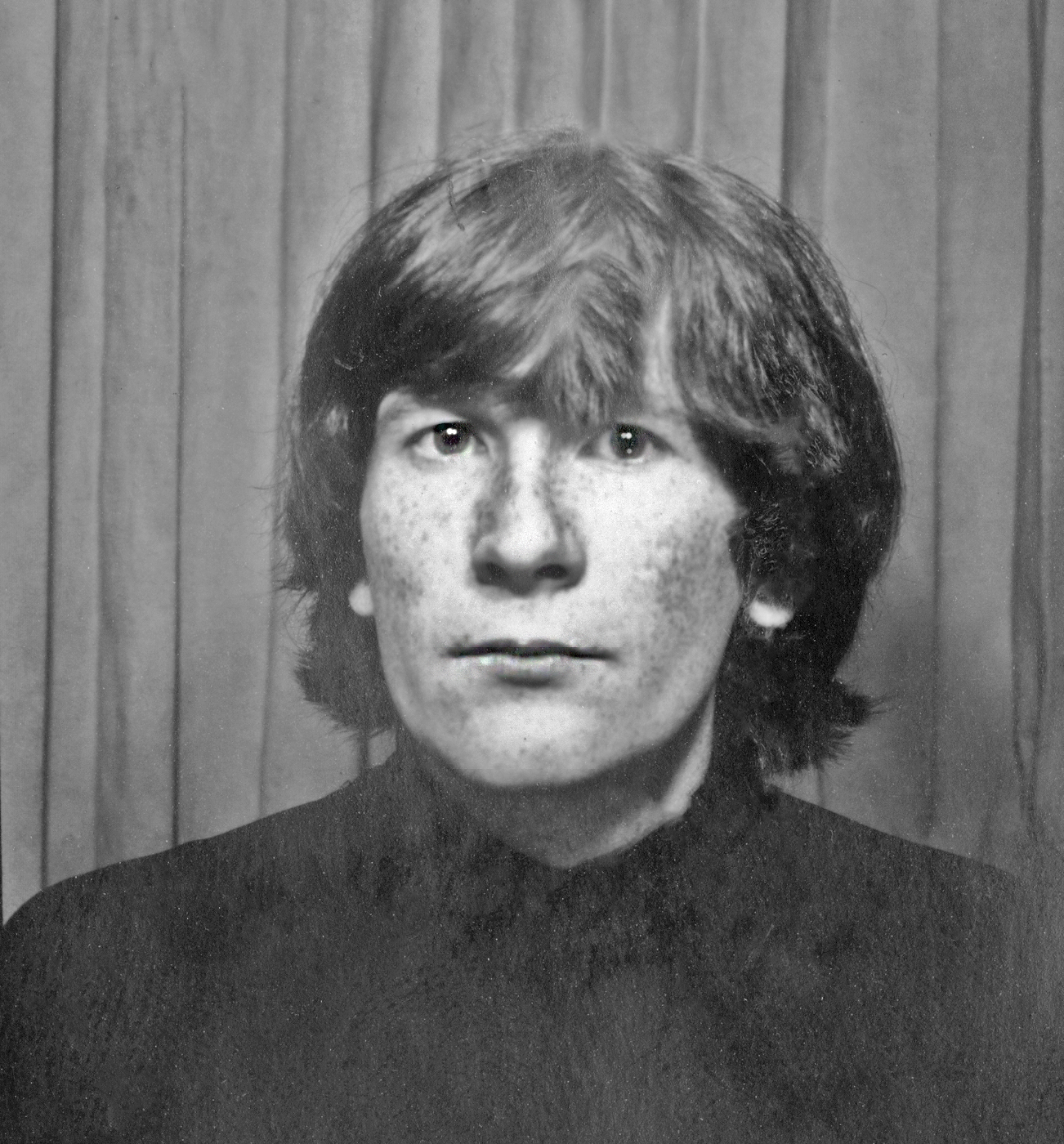
Gérard Filippelli v 60. letech
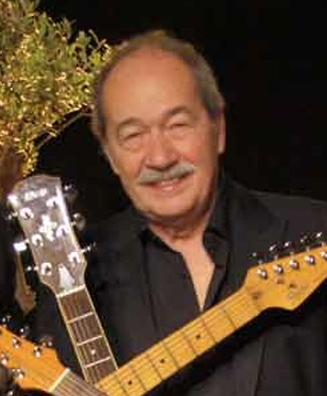
Jean Sarrus v roce 2017
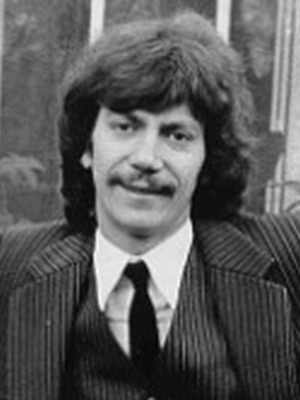
Antoine, jako jehož doprovodná kapela Charlots začínali